# Im weißen Rössl – Wehe Du singst!
Im weißen Rössl – Wehe du singst! ist eine deutsche Filmkomödie aus dem Jahr 2013. Es handelt sich um eine lose Verfilmung der Operette Im weißen Rößl. Regie führte Christian Theede und das Drehbuch schrieb Jan Berger.

## Handlung
Die große Liebe ist für die Berlinerin Ottilie Giesecke ferner denn je. Frisch per SMS vom Freund verlassen, gibt sie schließlich dem Willen ihres Vaters nach und begleitet ihn für einen Kurztrip ins „Weiße Rössl“ an den Wolfgangsee. Bereits an der Grenze zum Salzkammergut ist die Welt nur noch himmelblau: Die Sonne bricht plötzlich hervor, Glückseligkeit und nahezu aufdringliche Höflichkeit durchdringen unaufhaltsam die Besucher und Bewohner des Wolfgangsees. Als der träumerische Romantiker Dr. Otto Siedler ihr dann auch noch aus dem Nichts einen Heiratsantrag macht, ist Ottilie fest überzeugt, zwischen lauter Spinnern in einer kitschigen Postkartenhölle gelandet zu sein.
Im Oberkellner des „Weißen Rössl“, Leopold, scheint sie einen Ansprechpartner gefunden zu haben. Denn auch er hat so seine Schwierigkeiten mit der Liebe. Seine heimliche Angebetete, die Rössl-Wirtin Josepha, will Leopolds Gefühle nicht erhören und ist zudem auch noch drauf und dran, das Rössl an Sigismund Sülzheimer zu verkaufen, unwissend, dass dieser das Hotel aus enttäuschter Liebe heraus abreißen will.

## Kritiken
„Wie sonst nur in völlig gefühlsüberladenen Bollywood-Filmen werden hier orgiastische Massenchoreografien aus Dirndlballetteusen mit pinkfarbenen Staubwedeln und karierten Kellnern zu Ornamenten des herrlichsten Unsinns arrangiert. […] Das ist die schrägste Fusion aus ironischem Heimatfilm, surrealistischer Folklore und schnulzigem Happy End, die deutsches Kino hervorbringen kann.“

## Hintergrund
Die Operette Im weißen Rößl aus den 1930er Jahren gilt als eines der erfolgreichsten deutschen Stücke seines Genres und wurde in ganz Europa und unter anderem am Broadway aufgeführt sowie mehrfach verfilmt. Unter der Regie von Christian Theede und nach einem Buch von Jan Berger spielen Diana Amft, Tobias Licht, Armin Rohde, Edita Malovčić und Gregor Bloéb. Dabei wurden nicht nur Set und Handlung in die Jetzt-Zeit übertragen – auch die Musik erhielt einen neuen Anstrich. Die Klassiker des Singspiels wurden unter anderem von Bela B., Till Brönner und Parov Stelar überarbeitet und neu produziert.

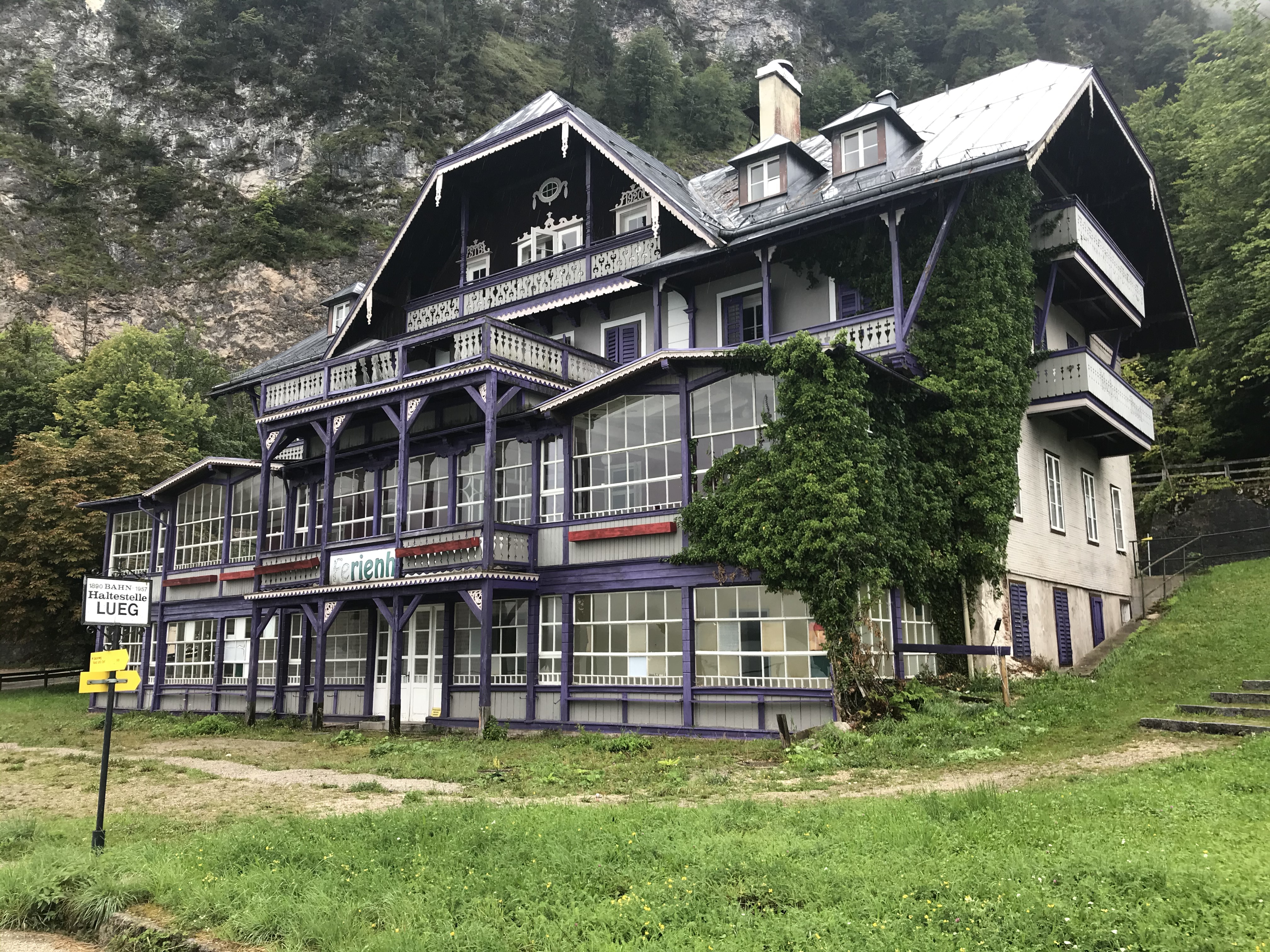
Ehemaliger Gasthof Lueg, St. Gilgen

Drehort war nicht das originale „Weiße Rössl“ wie z. B. in der Verfilmung Im weißen Rößl (1960) mit Peter Alexander, sondern der ehemalige Gasthof Lueg in St. Gilgen, am nordwestlichen Ende des Sees.
Die 5,5 Millionen Euro teure österreichisch-deutsche Koproduktion war im Kino mit je 15.000 Zuschauern in Deutschland und Österreich ein Flop und verschwand nach zwei Wochen aus dem Vorführprogramm.